# Athina Roussel

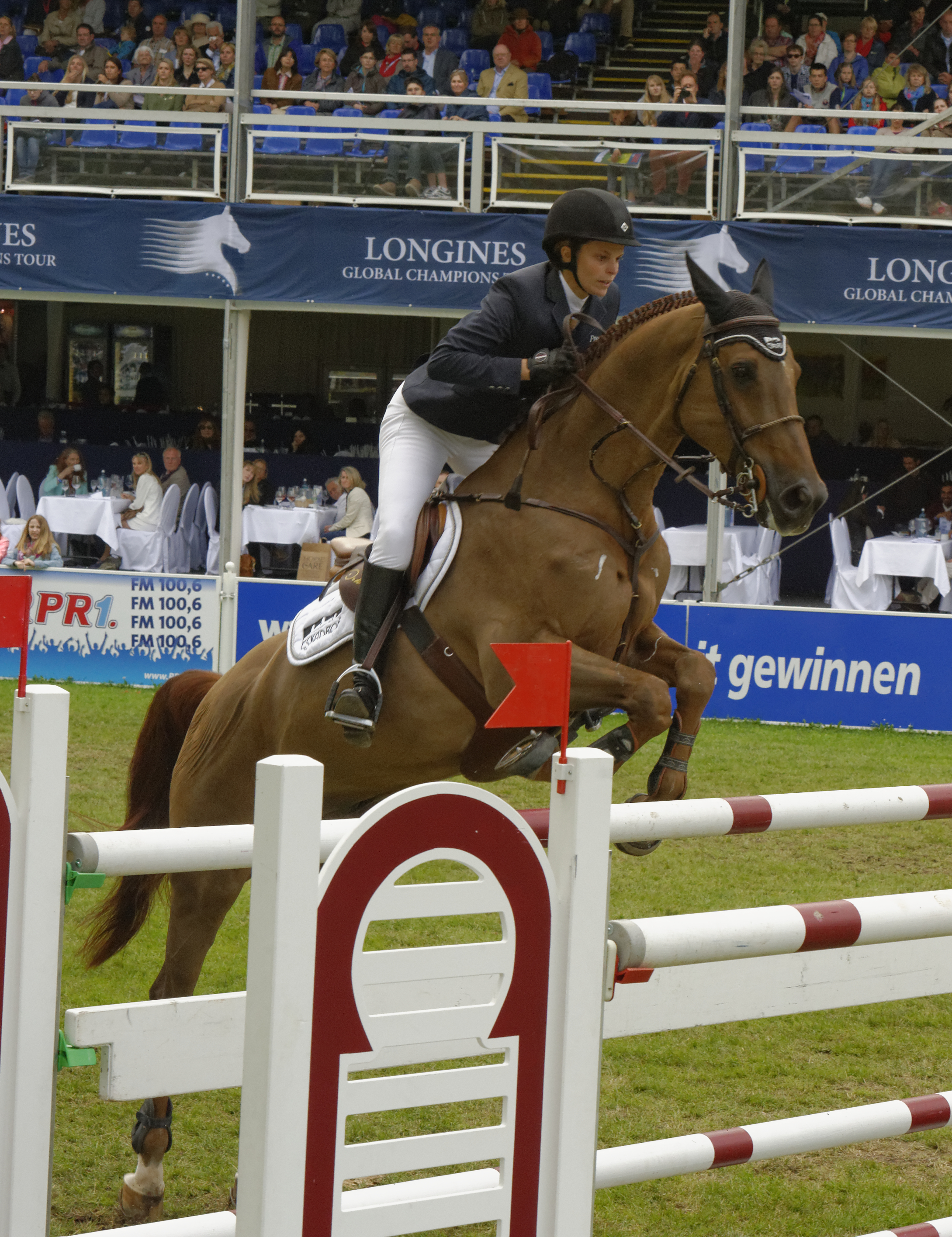
Athina Roussel en 2013

Athina Helene Roussel Onassis (Neuilly-sur-Seine, 29 de enero de 1985) es una amazona y heredera francesa de origen griego. Nieta del fallecido magnate y armador de origen griego Aristóteles Onassis y su esposa Athina Livanos, su madre, Christina Onassis, murió de un edema pulmonar a la edad de treinta y siete años en un campo privado en Tortuguitas, Buenos Aires, Argentina.
Después de la muerte de su madre fue criada por su padre, el francés Thierry Roussel, quien se volvió a casar con Gaby Landhage, de Suecia. En la casa familiar, en Lussy-sur-Morges, Suiza, Athina creció en un ambiente típicamente estable.

## Herencia
Athina heredó una fortuna proveniente de la sucesión de la familia Onassis, estimada en 2700 millones de dólares estadounidenses. Sin embargo, en vista de que su abuelo y su madre nunca confiaron plenamente en el padre de Athina, hicieron arreglos para que una junta de administradores tuviera el control de la herencia hasta su mayoría de edad. Durante su infancia y adolescencia, todos los gastos hechos en su nombre por su padre (usando el dinero de la herencia) debían ser aprobados por la junta previamente. Esto irritaba de tal manera al señor Roussel que en varias ocasiones amenazó con mudar la familia a Francia.
Al cumplir 18 años, y de acuerdo con los testamentos de su madre y de su abuelo, Athina obtuvo el control de la mitad de la herencia. No obstante, al cumplir los 21 años  en enero de 2006, no obtuvo el control de la otra mitad al no poder convertirse en presidenta de la Onassis Foundation, como se esperaba. Los directivos de la fundación argumentaron que no estaban interesados en cederle el control, al considerarla poco apropiada, y procedieron a modificar los estatutos de la fundación para evitar que Athina se convierta automáticamente en su presidente al llegar a la edad de 21 años. Sus abogados rechazaron estos argumentos y entablaron litigios, sin resultado.
El presidente de la fundación, Stelios Papadimitriou, dijo: "No vamos a darle la presidencia de la fundación a alguien sin conexión con nuestra cultura, nuestra religión, nuestra lengua y nuestros valores compartidos, que nunca ha ido a la universidad ni ha trabajado un solo día de su vida. Ella puede hacer lo que quiera con lo que heredó de su madre, pero no con la herencia de Onassis al pueblo griego en memoria de [el tío de Athina], Alexander Onassis".
Athina se compró una vivienda cerca de Bruselas, Bélgica, en donde posee establos con gran número de caballos. Se convirtió en la novia del jinete profesional brasileño Álvaro de Miranda Neto, apodado "Doda" y doce años mayor que Athina. En marzo de 2003, Athina se mudó a São Paulo, Brasil, en donde la pareja vive junta desde entonces. De Miranda estaba casado cuando él y Athina se conocieron y al progresar el romance éste procedió a divorciarse de su esposa.

## Matrimonio
Athina y De Miranda se casaron el 3 de diciembre de 2005. La boda se realizó en la fundación María Luisa y Óscar Americano, una propiedad de 75 mil metros cuadrados que se encuentra en el elegante distrito de Morumbi, en São Paulo. Durante la boda y la recepción que siguió a la ceremonia, se utilizaron 400 guardias privados de seguridad para proteger a los novios y a los invitados para evitar la entrada no autorizada de fotógrafos de prensa.
Athina y De Miranda anunciaron que, una vez casados, planeaban seguir viviendo en São Paulo, lo cual motivó al capitán del equipo ecuestre brasileño a lamentar públicamente el abandono de De Miranda de su carrera deportiva, intentando persuadirlos de regresar a Europa y competir allí. Según el interés de Athina de competir en los Juegos Olímpicos de Verano en Pekín, anunciaron que regresarían a Bélgica después de su boda para retomar sus entrenamientos. Athina y De Miranda rompieron su relación en 2016, el matrimonio no dejó hijos.